# Nannobrachium ritteri
Nannobrachium ritteri är en fiskart som först beskrevs av Gilbert, 1915.  Nannobrachium ritteri ingår i släktet Nannobrachium och familjen prickfiskar. Inga underarter finns listade i Catalogue of Life.